# Eugene Edgerson
Eugene Edgerson (New Orleans, 10 febbraio 1978) è un ex cestista statunitense, professionista nella NBDL.

## Palmarès
- Campione NCAA (1997)
- Campione NBDL (2003)